# Satoru Makino
Satoru Makino (japanisch 牧野 悟 Makino Satoru; * 25. November 1990 in der Präfektur Tokio) ist ein ehemaliger japanischer Fußballspieler.

## Karriere
Makino erlernte das Fußballspielen in der Schulmannschaft der Sundai Gakuen High School und der Universitätsmannschaft der Shobi-Universität. Seinen ersten Vertrag unterschrieb er 2013 bei Zweigen Kanazawa. Der Verein spielte in der dritthöchsten Liga des Landes, der Japan Football League. Für den Verein absolvierte er 14 Ligaspiele. 2014 wechselte er zum Drittligisten FC Ryūkyū. Für den Verein absolvierte er acht Ligaspiele. Ende 2014 beendete er seine Karriere als Fußballspieler.